# Dolhești (Iași)
Dolhești è un comune della Romania di 2 944 abitanti, ubicato nel distretto di Iași, nella regione storica della Moldavia.
Il comune è formato dall'unione di 3 villaggi: Brădicești, Dolhești, Pietriș.